# William J. Murray
William Joseph Murray (* 1946; meist William J. Murray, auch Bill Murray genannt) ist ein US-amerikanischer Aktivist der evangelikalen Erweckungsbewegung und Autor religiöser Bücher.

## Leben
William J. Murray ist Sohn der Religionskritikerin Madalyn Murray O’Hair und wurde atheistisch erzogen. In jungen Jahren litt er unter Drogenproblemen und wurde 1965 Vater einer nichtehelichen Tochter, die von Madalyn Murray O’Hair adoptiert und 1995 zusammen mit ihrer Großmutter und ihrem Onkel ermordet wurde. 1980 wandte sich Murray dem christlichen Glauben zu und schloss sich der Erweckungsbewegung an. Danach brach Madalyn Murray O’Hair jeglichen Kontakt zu ihrem Sohn ab, was sie später als „postnatale Abtreibung“ bezeichnete.
Murray erhob seinerseits schwere Vorwürfe gegen seine Mutter. Seit den frühen 1980er Jahren ist William J. Murray Vorsitzender der Religious Freedom Coalition mit Sitz in Washington, D.C., einer konservativen Organisation, die sich für das Ideal der christlichen Ehe und Familie und gegen nichteheliche Lebensgemeinschaften, gleichgeschlechtliche Ehe, Schwangerschaftsabbruch, Pornografie und Prostitution einsetzt. Die Organisation unterstützt auch Christen in islamischen Ländern und fördert christliche Schulen im Westjordanland. Murray gründete die William J. Murray Evangelistic Association, die unter anderem in den Ländern der früheren Sowjetunion Bibeln vertreibt.
In seinen beiden autobiografischen Büchern My Life Without God (1982) und The Church Is Not for Perfect People (1987) schildert Murray seine Lebensumstände vor und nach seiner Bekehrung. Mit Let Us Pray (1995) propagiert er das von seiner Mutter gerichtlich bekämpfte Schulgebet, in The Pledge. One Nation Under God (2007) schildert er aus seiner Sicht die Bedeutung des christlichen Glaubens für die US-amerikanische Nation und wendet sich gegen Säkularisierungstendenzen sowie die Trennung von Religion und Staat und ruft zum Widerstand gegen nichtchristliche Religionen, vor allem den Islam, auf.

## Werke
Bücher
- My Life Without God. Nelson, Nashville 1982, ISBN 0-7369-0315-1 (zuletzt in 4. Auflage)
- The Church Is Not for Perfect People. Harvest House Publishers, Eugene (Oregon) 1987, ISBN 0-8908-1602-6 (zuletzt in 2. Auflage)
- Let Us Pray. A Plea for Prayer in Our Schools. Morrow, New York 1995, ISBN 0-6881-4563-9 (zuletzt in 2. Auflage)
- The Pledge. One Nation Under God. Living Ink Books, Chattanooga 2007, ISBN 0-8995-7035-6

Bild- und Tonträger
- Life Without God. The Personal Testimony of William J. Murray. Faith Foundation, Webster (Texas), 1980 [Audiokassette]
- Changed Life. A Christian Testimony. William J. Murray Evangelistic Association, Coppell (Texas) 1980 [Audiokassette]
- On Humanism. Faith Foundation, Webster (Texas) 1981 [Audiokassette]
- Holy Land Settlements. The Christian & Jewish Views. Religious Freedom Coalition, Washington D. C. 2003 [VHS-Band]